# 気仙沼港駅
気仙沼港駅（けせんぬまこうえき）は、かつて宮城県気仙沼市にあった、日本国有鉄道（国鉄）気仙沼線貨物支線の貨物駅（廃駅）である。当貨物支線の終点であった。

## 歴史
気仙沼駅から魚市場への臨港線として開通。当駅は魚市場の敷地内にあり、海産物の輸送が目的であった。

### 年表
- 1956年（昭和31年）4月11日：国鉄大船渡線貨物支線気仙沼駅 - 当駅間開業に伴い開業[2]。
- 1957年（昭和32年）2月11日：気仙沼線南気仙沼駅 - 本吉駅間が開業（旅客営業のみ）し、気仙沼駅 - 南気仙沼駅の旅客営業を開始。これに伴い、大船渡線貨物支線は気仙沼線に編入され、南気仙沼駅 - 当駅間は気仙沼線貨物支線 (1.3 km) となる。起点を南気仙沼駅に変更[2]。気仙沼駅長管理。
- 1979年（昭和54年）11月1日：気仙沼線貨物支線廃止に伴い、当駅廃止[2]。

## 駅周辺
魚市場や周辺は2011年（平成23年）3月11日に発生した東日本大震災（東北地方太平洋沖地震）による津波で甚大な被害を受けた。震災前までは廃線跡を転用した道路などに面影を残していたが、復興にあたり大規模な区画整理も行われたため、現在ではほとんどの痕跡が消滅している。
- 気仙沼魚市場
- 気仙沼港
- ミヤコーバス気仙沼営業所

## 隣の駅
日本国有鉄道
気仙沼線（貨物支線）
南気仙沼駅 - 気仙沼港駅